# Judas O
Judas O er et opsamlingsalbum med b-sider og outtakes udgivet af Smashing Pumpkins 19. november 2001. Judas O blev udgivet oprindeligt udgivet som bonus-cd til Greatest Hits-pladen Rotten Apples. Albummet er ment som et søsteralbum til Pisces Iscariot fra 1994 og dækker materiale i perioden 1995 til 2000.

## Skæringsliste
1. Lucky 13
2. Aeroplane Flies High
3. Because You Are
4. Slow Dawn
5. Believe
6. My Mistake
7. Marquis in Spades
8. Here's to the Atom Bomb
9. Sparrow
10. Waiting
11. Saturnine
12. Rock On
13. Set the Ray to Jerry
14. Winterlong
15. Soot and Stars
16. Blissed and Gone

Alle sange er skrevet af Billy Corgan med undtagelse af James Ihas Believe. Rock On er oprindeligt indspillet af David Essex.
De fleste sange på Judas O er fra indspilningerne til Mellon Collie and the Infinite Sadness, Adore eller MACHINA/the Machines of God. Nogle af sangene er tidligere udgivet som b-sider, på The Aeroplane Flies High eller MACHINA II/Friends and Enemies of Modern Music. Det er dog værd at bemærke, at Saturnine og Here's to the Atom Bomb på Judas O ikke er de samme versioner som på MACHINA II.